# Dicranostigma
Dicranostigma é um género botânico pertencente à família Papaveraceae.

## Espécies
- Dicranostigma erectum
- Dicranostigma fimbrilligerum
- Dicranostigma franchetianum
- Dicranostigma henanense
- Dicranostigma iliensis
- Dicranostigma lactucoides
- Dicranostigma leptopodon
- Dicranostigma platycarpum